# Nangkakoneng
Nangkakoneng is een bestuurslaag in het regentschap Sukabumi van de provincie West-Java, Indonesië. Nangkakoneng telt 4829 inwoners (volkstelling 2010).